# 酷懒之味
酷懒之味（韓語：클래지콰이 프로젝트）是韩国歌唱组合，所属韩国的Fluxus Music公司，在日本经由Avex公司发行CD。
“Clazziquai”这个名字是由古典音乐（classical）、 爵士音乐（jazz）和他们所喜爱的英国艺人杰米罗奎尔（Jamiroquai）三个英文单词组合而成的，意味是Classic+Jazz+Groove，读音也与“Crazy Guy”相近。

## 成员

### DJ Clazzi
- 韩文：DJ 클래지
- 本名：金成勋（김성훈，Kim Sung Hoon）
- 职务：作曲、作词、混音、出品

### Horan
- 韩文：호란（中譯：蝴瓓）
- 本名：崔秀珍（최수진，Choi Soo Jin）
- 职务：演唱、作词

### Alex
- 韩文：알렉스
- 本名：秋宪坤（추헌곤，Chu Hun Gon）
- 职务：演唱、作词
- 其他：Christina的弟弟

### Christina
- 韩文：크리스티나
- 本名：秋永州（추영주，Chu Young Ju）
- 职务：客串演唱
- 其他：Alex的姐姐，只参与录音

## 作品

### 专辑
- 2004 1辑 《Instant Pig》
- 2005 2辑 《COLOR YOUR SOUL》
- 2007 3辑 《LOVE CHILD of the CENTURY》
- 2009 4辑 《Mucho Punk》
- 2013 5辑 《Blessed》
- 2014 6辑 《Blink》
- 2016 7辑 《Travellers》

### 混音專輯
- 1.5輯 《ZBAM》
- 2.5輯 《PINCH YOUR SOUL》
- 3.5輯 《Robotica》
- 4.5輯 《MUCHO BEAT》

### 参与专辑
- 电视剧《我叫金三顺（내 이름은 김삼순）》O.S.T.
- 电影《外出》O.S.T. 及飾演 演唱會歌唱組合
- m-flo 5辑《COSMICOLOR》
- 《METROTRONICS》

## 外部連結
- Clazziquai官方網站